# Teardrops
Pour la chanson du groupe Massive Attack, voir Teardrop.
Singles de Womack & Womack
(I Wanna) Make Love to You
(1987) Life's Just a Ballgame
(1988)
Teardrops est une chanson pop/soul écrite, composée et interprétée par le duo américain Womack & Womack sortie en single le 5 août 1988 et extraite de l'album Conscience (en).
Si elle n'entre pas dans les différents classements du Billboard aux États-Unis, elle rencontre le succès en Europe en Australie et en Nouvelle-Zélande.

## Reprises
La chanson a été reprise par le groupe britannique Lovestation (en), le groupe allemand No Angels, la chanteuse australienne Kate Alexa, Sugababes, The xx, Elton John par deux fois en duo, avec k.d. lang puis avec Lulu...le groupe tribal Jam a repris la chanson/les instrus et ont plus ou moins traduit la chanson avec le titre "remind me" en 1997.

## Classements hebdomadaires
| Classement (1988)                      | Meilleure position |
| -------------------------------------- | ------------------ |
| Allemagne (Media Control AG)           | 2                  |
| Australie (ARIA)                       | 2                  |
| Autriche (Ö3 Austria Top 40)           | 4                  |
| Belgique (Flandre Ultratop 50 Singles) | 1                  |
| France (SNEP)                          | 4                  |
| Irlande (IRMA)                         | 4                  |
| Nouvelle-Zélande (RMNZ)                | 1                  |
| Pays-Bas (Single Top 100)              | 1                  |
| Royaume-Uni (UK Singles Chart)         | 3                  |
| Suède (Sverigetopplistan)              | 14                 |
| Suisse (Schweizer Hitparade)           | 2                  |